# Spider

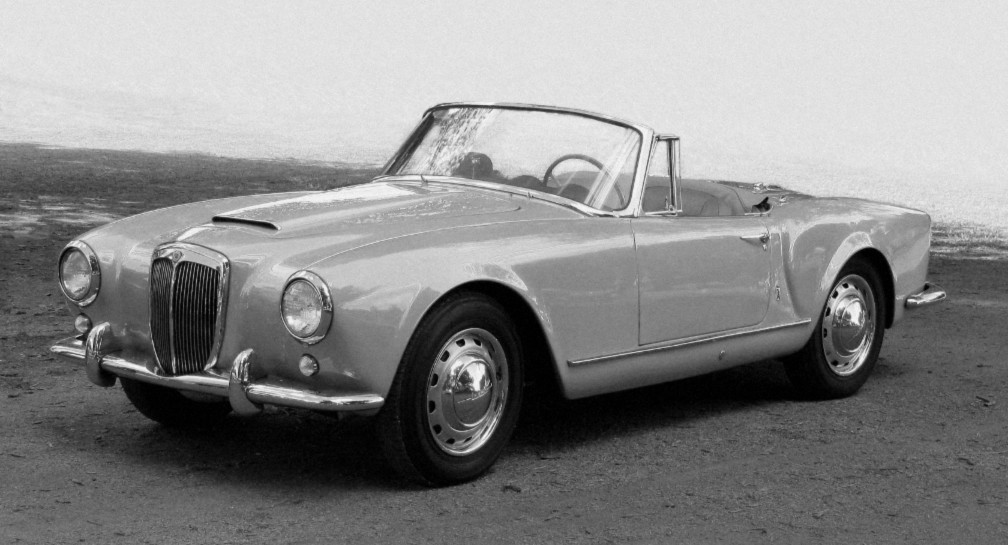
Lancia Aurelia B24 Spider 1957

In ambito automotive, l'anglicismo spider, modificato a volte in spyder, indica una particolare automobile con carrozzeria decappottabile a due soli posti e con una impronta sportiva, di tipo GT e/o Coupé, similmente ad una vettura coupé-cabrio.
Nonostante l'origine inglese del termine, l'accezione automobilistica di spider è usata principalmente in Italia e viene spesso confusa col termine cabriolet, che potrebbe anche indicare una berlina a 4 posti con tetto apribile; mentre la spider, che ha 2 soli posti, in genere deriva da modelli sportivi, spesso GT, o anche progettata originariamente in quella forma e per quelli scopi. Tuttavia, una vettura spider rientra comunque tra le auto cabrio. 
Per denominare il medesimo tipo di automobile, gli anglofoni utilizzano l'espressione «roadster », anche se in questo caso, all'auto mancano i montanti per i due finestrini laterali e spesso mancano anche gli stessi finestrini laterali, quindi è un auto che rimane aperta, anche quando la capote è chiusa; una tipologia ben precisa. 
In tempi più recenti, la denominazione ufficiale di spider è stata riutilizzata anche da diversi costruttori esteri, per evocare il fascino delle gloriose spider italiane degli anni cinquanta e sessanta. 

## Storia

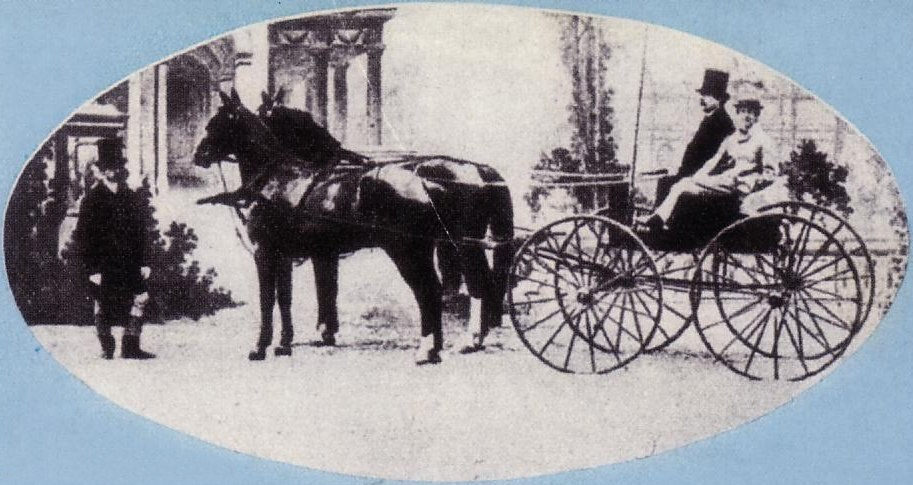
Una carrozza del tipo Spider in un'immagine di fine Ottocento

Il termine spider, che in inglese significa ragno, era utilizzato per identificare un particolare veicolo ippotrainato, di origine statunitense. La carrozza tipo spider, scoperta a due posti e di costruzione semplice e leggera, veniva così chiamata perché la minuscola carrozzeria restava sospesa tra quattro sottili e altissime ruote a raggi, ricordando la figura del ragno.
Nel XIX secolo la Spider divenne di gran moda anche in Europa, dove fu modificata con l'allargamento delle carreggiate, allo scopo di tenersi fuori dai solchi scavati dai carri agricoli nei tratturi di campagna.
Agile e veloce, la carrozza tipo Spider veniva principalmente utilizzata dai proprietari terrieri per spostarsi nei loro possedimenti, allo scopo di controllare i lavori agricoli, di esercitare l'attività della caccia o semplicemente rilassarsi in gite bucoliche. In forza di questi particolari utilizzi e dell'assenza di ripiani per il trasporto dei materiali, la carrozza tipo Spider divenne icona del veicolo per uso ludico.

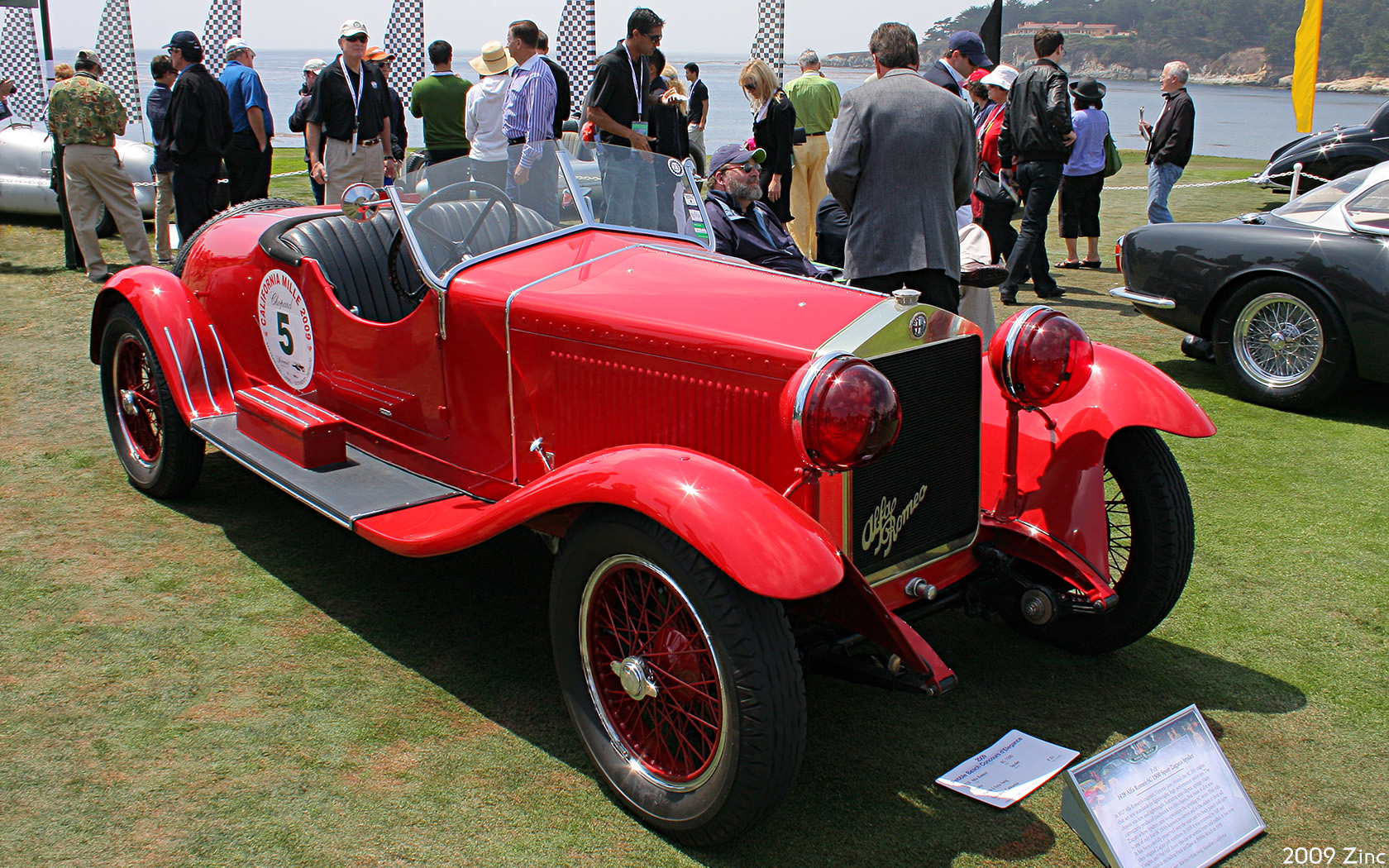
Alfa Romeo 6C 1500 Sport Spider Zagato del 1928.

La prima auto a utilizzare la denominazione spider fu l'Alfa Romeo 6C 1500 Sport Spider del 1928. Venne utilizzato anche per la "Porsche 550 Spyder" del 1953, come segno di riconoscenza di Ferdinand Porsche a Pietro Dusio per averlo liberato dalle galere francesi e per l'opportunità concessagli in Cisitalia.
Moltissime le spider prodotte dalle case automobilistiche italiane nel dopoguerra: fra le tante, le Ferrari, le Fiat 124 Sport Spider, le Alfa Romeo Giulietta Spider e Duetto, le Fiat 850 Spider e Dino e le Lancia Aurelia e Beta.

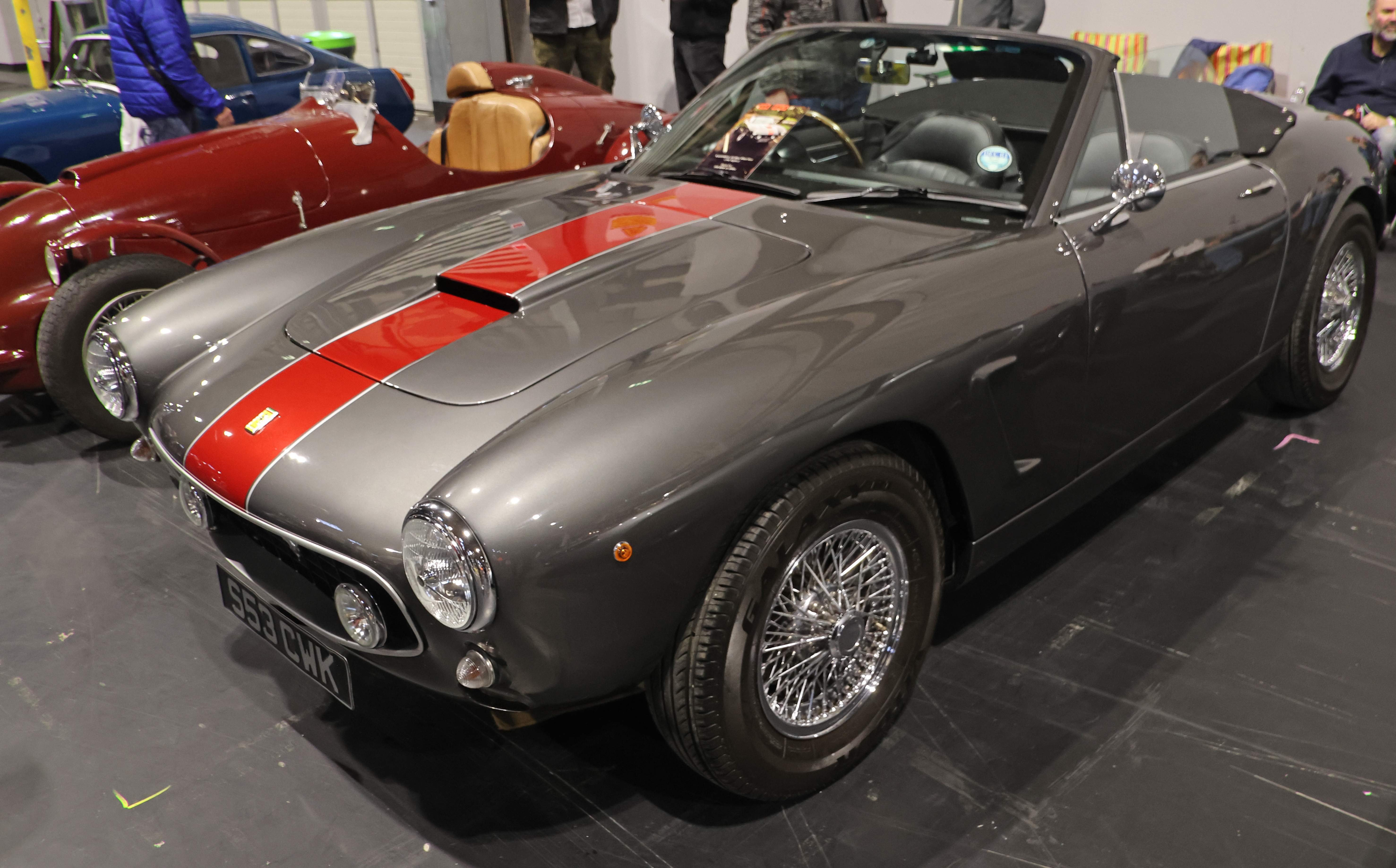
Ferrari 250 Spider

Questa tipologia di veicolo, destinato a una produzione artigianale o in piccola serie a causa della domanda limitata, veniva spesso costruito negli "atelier" di prestigiosi carrozzieri, numerosissimi in Italia fino agli anni settanta. Spesso, spinti dall'euforia imprenditoriale del dopoguerra, i carrozzieri acquistavano gli autotelai delle grandi case allo scopo di costruire piccole serie di spider con il loro marchio: Pininfarina, Bertone, Scaglietti, Ghia, Boano, Francis Lombardi, Moretti, Savio, Caprera, Viotti, Frua, Siata, Accossato e molti altri.
Anche la Porsche ha reintrodotto la denominazione spyder per una versione speciale della "Boxster".